# Kirchliches Forschungsheim

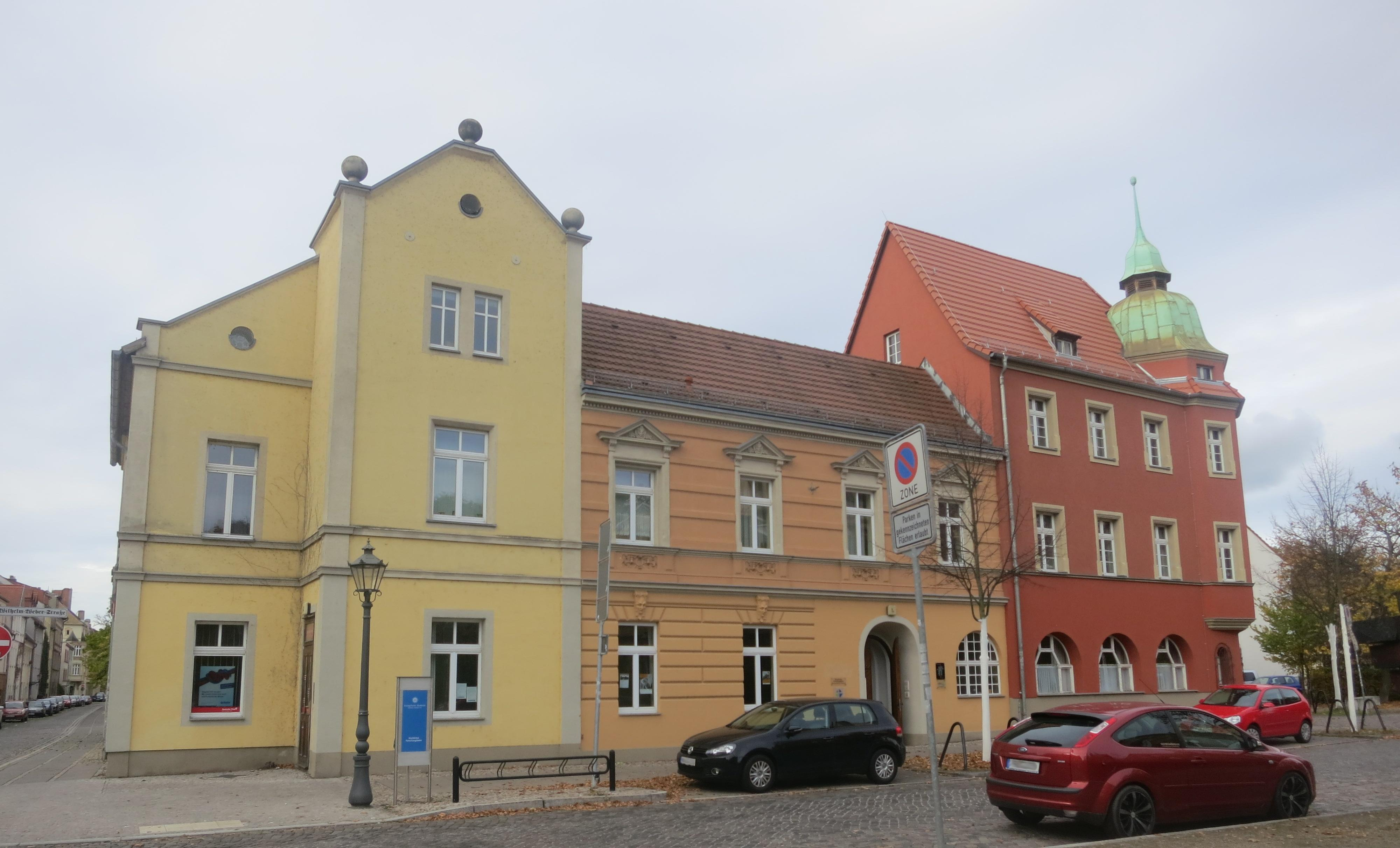
Das Kirchliche Forschungsheim an seinem heutigen Standort

Das Kirchliche Forschungsheim in der Lutherstadt Wittenberg war zu DDR-Zeiten, besonders in den 1980er Jahren, intellektuelles Zentrum und Kristallisationspunkt der unabhängigen kirchlichen Umweltbewegung in der DDR.
Es wurde am 10. Februar 1927 von dem Theologen und Ornithologen Otto Kleinschmidt im Auftrag der Kirchenprovinz Sachsen gegründet. Dieser hatte um die Jahrhundertwende wesentlich an der Neukonzipierung des zoologischen Art-Begriffs mitgewirkt, sich kritisch mit der Evolutionstheorie befasst und eine umfangreiche zoologische, vor allem ornithologische Sammlung aufgebaut. Bei seiner Gründung hieß das Institut "Forschungsheim für Weltanschauungskunde". Es war seine Aufgabe, einen Dialog zwischen Theologie und Naturwissenschaft zu führen. Durch vier politische Systeme hindurch, trotz einiger Namens- und Standortwechsel, blieb und bleibt diese Aufgabe des Kirchlichen Forschungsheims bis heute bestehen.
Während der Zeit der Diktaturen versuchte Kleinschmidt seine Theorien mit den jeweiligen Gesellschaftssysteme zu vereinbaren, scheiterte jedoch an unlösbaren Problematiken. Unter dem Regime des Nationalsozialismus wurde der Institution ihr heutiger Name gegeben.
Seit 1953 leitete Otto Kleinschmidts Sohn Hans das Kirchliche Forschungsheim. Sein Vater starb ein Jahr später.
Im Jahr 1961 musste das Kirchliche Forschungsheim dann aus dem Wittenberger Schloss an seinen heutigen Standort umziehen, da es unüberwindbare Differenzen mit der Stadtverwaltung gab. Seit diesem Jahr hat das Kirchliche Forschungsheim seinen Sitz in der Wilhelm-Weber Straße 1a.
Ab 1980 gab das Institut die Umweltzeitschrift „Briefe - Zur Orientierung im Konflikt Mensch - Erde“ sowie das Buch „Die Erde ist zu retten“ heraus. Dies Buch war als ökologisches Grundsatzpapier konzipiert, das Überlegungen der Ökumenischen Weltkonferenzen und des Club of Rome aufgriff und auf die DDR-Situation übertrug.
Aus dem Forschungsheim kam 1981 der erste Aufruf zu der DDR-weiten Umweltaktion Mobil ohne Auto. "Mobil ohne Auto" hat sich nach der Wende und Friedlichen Revolution 1989 zur größten bundesweiten verkehrspolitischen Aktion entwickelt, die jährlich am 3. Sonntag im Juni stattfindet.
Beispielhaft für die Arbeit am Kirchlichen Forschungsheim in den 1980er Jahren ist das Buch "Pechblende – der Uranbergbau in der DDR und seine Folgen" von Michael Beleites. Der Diskurs zu neuen Technologien, wie Gentechnik, Nanotechnik oder Digitalisierung, gehört bis in die Gegenwart zu den Aufgaben des Forschungsheims. Die Weiterbildung von Naturkindergärtnern/-innen, die Arbeitsgemeinschaft "Kirchenwald" und der Arbeitskreis "Landwirtschaft und Umwelt" kennzeichnen weitere Tätigkeitsfelder.
Hans-Peter Gensichen, der das Institut von 1975 bis 2002 leitete, war 1990 auch Gründungskurator der Deutschen Bundesstiftung Umwelt.
Seit 2004 gehört das Forschungsheim zur Evangelischen Akademie Sachsen-Anhalt und wurde ab 2005 als Forschungsstelle Ökologische Bildung und Beratung unter der Leitung von Thorsten Moos als theologisch-ökologisches Institut weitergeführt. Seit 2011 wird es mit erweitertem Konzept als Studienstelle Naturwissenschaft, Ethik und Bewahrung der Schöpfung weitergeführt.
Ein Förderverein unterstützt die Arbeit der Studienstelle Naturwissenschaft, Ethik und Bewahrung der Schöpfung ideell und finanziell.
Ebenfalls befinden sich heute das Gemeindebüro der Schloßkirchengemeinde und das Büro des Landesbeauftragten der Landesbischöfin für Reformation und Ökumene in den Räumen des Kirchlichen Forschungsheim.

## Publikationen
- Genetik und Ethik, Wittenberg (hektografiert, Forschungsheim) 1976
- Die Erde ist zu retten, Wittenberg (hektografiert, Forschungsheim) 1980 u. ö.
- Anders gärtnern – aber wie?, Wittenberg (hektografiert, Forschungsheim) 1986 u. ö.
- Wissenschaftsethik heute, Wittenberg (hektografiert, Forschungsheim) 1983
- Leben für eine bewohnbare Erde, Wittenberg (hektografiert, Forschungsheim) 1984
- Wohin mit den Hochtechnologien?, Wittenberg (hektografiert, Forschungsheim) 1984
- Wie man in den Wald rußt..., Wittenberg (hektografiert, Forschungsheim) 1985
- Beleites, Michael: "Pechblende – der Uranbergbau in der DDR und seine Folgen", Lutherstadt Wittenberg 1988 Hektographiertes Manuskript. Kirchliches Forschungsheim Wittenberge 1988. Die Studie erschien 1992 in Buchform unter dem Titel Altlast Wismut im Verlag Brandes&Apsel Frankfurt/M.[7]
- Briefe – Briefe zur Orientierung im Konflikt zwischen Mensch und Erde. Wohl die erste regelmäßige innerkirchliche Publikation (hektografiert, 2 × jährlich, später 4 × jährlich) mit dem Schwerpunkt Bewahrung der Schöpfung[8]